# SV Weisenau-Mayence
Maillots
Le SV Weisenau-Mayence est un club sportif allemand localisé dans le district de Weisenau à Mayence, en Rhénanie-Palatinat.
Outre le football, le club compte des sections de Tennis de table (depuis 1948 ), de Bowling (depuis 1966) ou de Tennis (depuis 1973).

## Histoire
Le club est le résultat de la fusion entre le SC Olympia 1910 Weisenau et le VfR 1911 Weisenau.
Une première tentative de fusion eut lieu en 1920 mais échoua. Finalement, ce fut le 11 septembre 1933 que fut entérinée l’union des deus cercles pour former le SpVgg Mainz-Weisenau.
En 1943, le club obtint ce qui était jusqu’alors son meilleur parcours en remportant le titre en Bezirksklasse. Mais dans le tour finale donnant accès à la Gauliga (une série de seize ligues crée sur l’exigence des Nazis dès leur arrivée au pouvoir en 1933), le SpVgg Weisenau fut battu par Wormatia Worms
Après le deuxième conflit mondial en 1945, tous les clubs et associations allemands durent dissous par les Alliés. Le 30 janvier 1946, les autorités militaires françaises acceptèrent la reconstitution du SpVgg Weisenau. Ce qui fut fait lors de la première assemblée générale constitutive d’après-guerre, le 9 février 1946.
Le Turnverein 1846 Weisenau (TVW)  et l’Athletenclub 1904/20 Weisenau (ACW) se joignirent au mouvement le 17 août 1946. Dans un premier temps, les deux cercles ne voulaient pas entendre parler de refondation. Le club reçut ainsi le nom de SpVgg 1846 Mainz-Weisenau.
En 1947, le club remporta le Bezirksmeisterschaft puis en 1948, la Landesliga Rheinhessen. Cela lui permit d’accéder à l’Oberliga Südwest, Groupe Nord. Le SpVgg 1846 Mainz-Weisenau y joua deux saisons puis fut relégué. 
Le 10 novembre 1949, l’ACW se retira puis le 31 mars 1951, ce fut le TVW qui s’en alla. Le club redevint alors le SpVgg Mainz-Weisenau. 
En 1951, le SpVgg Mainz-Weisenau fut champion en Landesliga Rheinhessen/Nahe et retourna en Oberliga Südwest ramenée à une seule série. Mais la relégation l’attendit au bout de l’exercice. Le cercle connut même une seconde descente consécutive en 1953. L’année suivante, il remonta en 1. Amateurliga Südwest et en 1958, il revint en Oberliga. Mais cette fois encore il n’y resta qu’une seule saison.
Le SpVgg Weisenau presta alors trois saisons en milieu de tableau de la 2.Oberliga Südwest. Mais en 1962-1963, il se classa 3e. Après un barrage gagné contre l'Eintracht Bad Kreuznach, cela lui valut l’accès à la Regionalliga Südwest, nouveau 2e échelon de la hiérarchie allemande derrière la toute nouvelle Bundesliga.
Au deuxième niveau, le SpVgg Weisenau resta trois saisons dans le ventre mou du classement, puis en 1966-1967 il réalisa sa meilleure saison. Se classant troisième, à 4 points du 1. FC Saarbrücken, Weisenau échoua de peu à décrocher une place qualificative pour le tour final désignant les promus en Bundesliga. Ce tour final regroupait les deux qualifiés des cinq Regionnalligen. À noter que lors de cette saison-là, le Weisenau devança de 2 unités son grand voisin du 1. FSV Mainz 05, celui-là même qui occupa la tête de la Bundesliga au début de la saison 2010-2011.
En 1967, le club adopta son nom actuel, SV Weisenau-Mainz (en abrégé SVW Mainz).
En 1968-1979, le SV Weisenau-Mainz se sauva d’un point devant le VfR Frankenthal, mais la saison suivante, il termina 14e ex æquo avec le FC 08 Homburg. Celui-ci possédait une différence de buts légèrement meilleure (-13) contre (-15) à Weisenau qui fut relégué.
La création de la 2. Bundesliga en 1974 entraîna une restructuration des ligues. Le SVW Mainz se retrouva en Bezirksklasse, mais remonta tout de suite dans la plus haute ligue amateur (Niveau 3). Cependant, en 1977, le club redescendit au Niveau 4. Il fut champion directement et remonta vers la nouvellement créée Verbandsliga. Nouvelle, mais de niveau 4 car le Niveau 3 était désormais l’Oberliga Südwest.
Le club resta en Verbandsliga jusqu’en 1980, année où il en descendit. Il y remonta en 1982 pour une saison.
Depuis, le SV Weisenau-Mainz joua dans les séries régionales inférieures au niveau 5.

## Palmarès
- Champion en Bezirksklasse: 1933.
- Champion du Bezirksmeisterschaft: 1947.
- Champion de la Landesliga Rheinhessen:1948
- Champion de la Landesliga Rheinhessen/Nahe: 1951.